# Pachypanchax

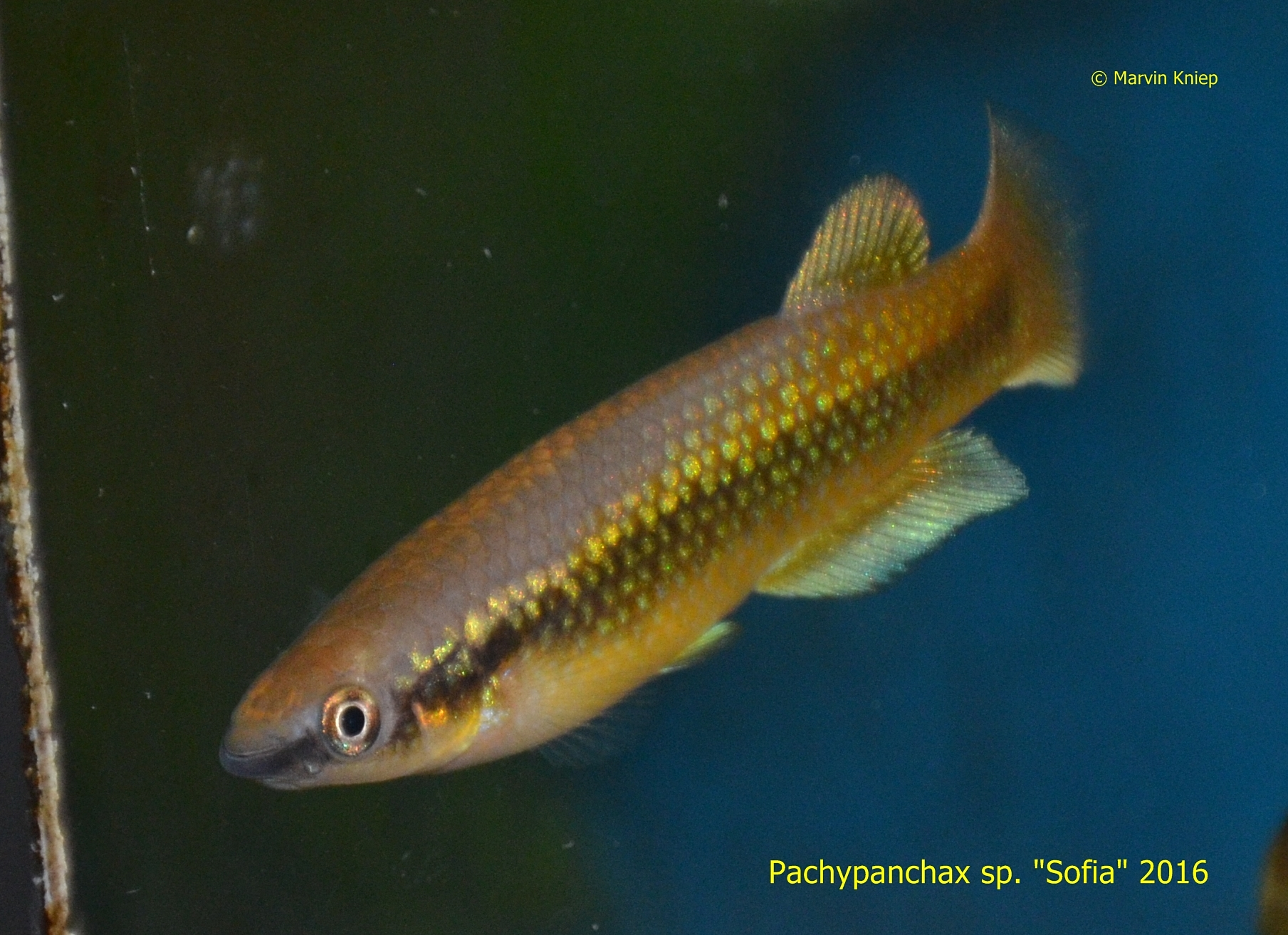
Die bislang unbeschriebene Art Pachypanchax sp. Sofia 2016

Pachypanchax (von „Panchax“ und griechisch pachys „dick“, „derb“), deutsch Hechtlinge, ist eine Gattung auf Madagaskar und den Seychellen lebender Fische aus der Ordnung der Zahnkärpflinge (Cyprinodontiformes). Eine Art wurde auch auf Sansibar eingeführt. Der deutsche Name „Hechtlinge“ ist unpräzise und kann zu Verwirrungen führen, da die zum Teil sehr ähnlichen Gattungen Aplocheilus und Epiplatys sowie die Familie Galaxiidae ebenso bezeichnet werden.

## Lebensraum
Die nur im Süßwasser vorkommenden Pachypanchax-Arten bewohnen kleine Flüsse, Bäche und flache Nebengewässer von Seen und Mangrovensümpfen. Ihre Heimatgewässer befinden sich von annähernd Meeresniveau bis auf 900 Meter über dem Meeresspiegel.

## Erscheinung
Die maximale Gesamtlänge liegt für die Mitglieder dieser Gattung bei etwa zehn Zentimetern, in den meisten Fällen bleiben sie jedoch kleiner. Der Körper ist im vorderen Teil im Querschnitt nahezu rund und flacht sich nach hinten ab. Die relativ kleinen Flossen sind abgerundet. Die Rückenflosse hat weniger Flossenstrahlen als die Afterflosse und beginnt etwa über deren Mitte. Die Schwanzflosse ist von der Basis ausgehend zu zwei Dritteln mit kleinen Schuppen bedeckt. Beschuppt ist auch die Basis von Rücken- und Afterflosse. Auf der Oberseite des Kopfes befindet sich, relativ weit nach hinten gerückt, ein Scheitelfleck. Der Unterkiefer des oberständigen Mauls ragt über den Oberkiefer hinaus. Auf den Kiefern sitzen jeweils eine Reihe relativ großer konischer Zähne. Die Schuppen entlang der Seitenlinie sind ohne Poren.

## Lebensweise
Die oberflächenorientiert lebenden Tiere ernähren sich von ins Wasser gefallenen Insekten, wasserbewohnenden Wirbellosen und Insektenlarven. Ihre bevorzugten Laichplätze sind Stellen mit grobkiesigem Grund, Wasserpflanzen und überspültes Wurzelwerk von am Ufer stehenden Landpflanzen. Nach einer heftigen Balz nehmen Männchen und Weibchen eine Position direkt nebeneinander ein und verkrümmen ihre Körper S-förmig. Für einige Momente zittern die Partner intensiv, dann zieht sich das Weibchen plötzlich vom Männchen zurück und das Ritual beginnt erneut. Während jeder Paarungsrunde werden nur verhältnismäßig wenige Eier zwischen Wasserpflanzen abgesetzt. Die Larven schlüpfen in Abhängigkeit von der Wassertemperatur nach zehn Tagen bis zwei Wochen. Über das Heranreifen der Jungfische in freier Wildbahn ist wenig bekannt, Tiere in Gefangenschaft erlangen die Geschlechtsreife bereits vier bis sechs Monate nach dem Schlupf. Nach weiteren ein bis zwei Jahren haben sie ihre endgültige Größe erreicht.

## Systematik
Die Gattung Pachypanchax umfasst folgende 7 Arten:
- Pachypanchax arnoulti Loiselle, 2006
- Pachypanchax omalonotus (Duméril, 1861) (Madagaskar-Hechtling)
- Pachypanchax patriciae Loiselle, 2006
- Pachypanchax playfairii (Günther, 1866) (Tüpfelhechtling)
- Pachypanchax sakaramyi (Holly, 1928)
- Pachypanchax sparksorum Loiselle, 2006
- Pachypanchax varatraza Loiselle, 2006

## Status
Die teilweise räumlich extrem begrenzte Verbreitung einiger Pachypanchax-Arten macht sie sehr anfällig gegenüber Habitatveränderungen. Mehrere Arten werden deshalb von der IUCN als gefährdet eingestuft.